# فرايبورغ (مين)
فرايبورغ (بالإنجليزية: Fryeburg, Maine)‏ هي بلدة أمريكية تقع في الولايات المتحدة في Oxford County. يقدر عدد سكانها بـ 3,449 نسمة ومساحتها 170.65 كم2 .

## التركيبة السكانية
قام مكتب تعداد الولايات المتحدة بتحديد بيانات التركيبة السكانية لفرايبورغ في تعداد الولايات المتحدة. في ما يلي، التركيبة السكانية حسب تعدادي 2000 و2010.

### تعداد عام 2000
بلغ عدد سكان فرايبورغ 3,083 نسمة بحسب تعداد عام 2000، وبلغ عدد الأسر 1,245 أسرة وعدد العائلات 841 عائلة مقيمة في البلدة. في حين سجلت الكثافة السكانية 52.8 نسمة لكل ميل مربع (20.4/كم2). وبلغ عدد الوحدات السكنية 1,648 وحدة بمتوسط كثافة قدره 28.2 نسمة لكل ميل مربع (10.9/كم2).
وتوزع التركيب العرقي للبلدة بنسبة 98.15% من البيض و 0.13% من الأمريكيين الأصليين و 0.23% من الأمريكيين ذوي الأصول الآسيوية و 0.16% من سكان جزر المحيط الهادئ و 0.32% من الأمريكيين الأفارقة و 0.84% من عرقين مختلطين أو أكثر.
None
بلغ العمر الوسطي للسكان 42 عاماً. وكانت نسبة 23.5% من القاطنين تحت سن الثامنة عشر، وكانت نسبة 6.5% بين الثامنة عشر والأربعة وعشرون عاماً، ونسبة 26.0% كانت واقعةً في الفئة العمرية ما بين الخامسة والعشرون حتى والأربعة وأربعون عاماً، ونسبة 28.3% كانت ما بين الخامسة والأربعون حتى الرابعة والستون، ونسبة 15.7% كانت ضمن فئة الخامسة والستون عاماً فما فوق. يوجد لكل 100 أنثى 91.0 ذكر، ويوجد لكل 100 أنثى في الثامنة عشر من عمرها فما فوق 89.6 ذكر.
بلغ متوسط دخل الأسرة في البلدة 34,333 دولار، أما متوسط دخل العائلة فبلغ 40,128 دولار. وكان متوسط دخل الذكور 26,469 دولار مقابل 20,486 دولار للإناث. وسجل دخل الفرد الخاص بالبلدة 18,658 دولار. وكانت نسبة 9.7% من العائلات ونسبة 11.6% من السكان تحت خط الفقر، وكان من هؤلاء نسبة 11.6% تحت سن الثامنة عشر ونسبة 11.9% في الخامسة والستين من العمر وما فوق.

## معرض صور

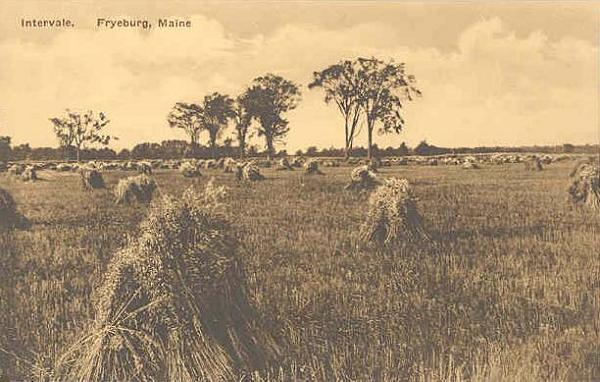
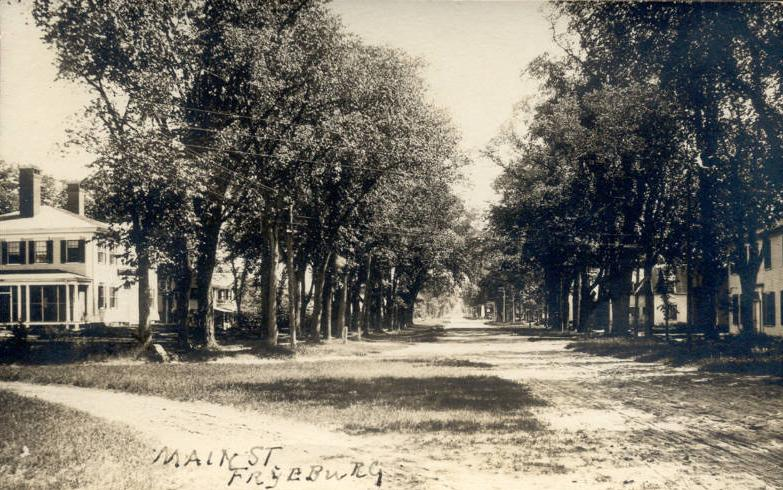
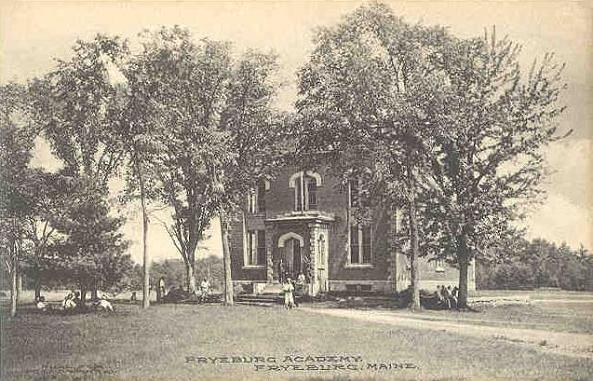
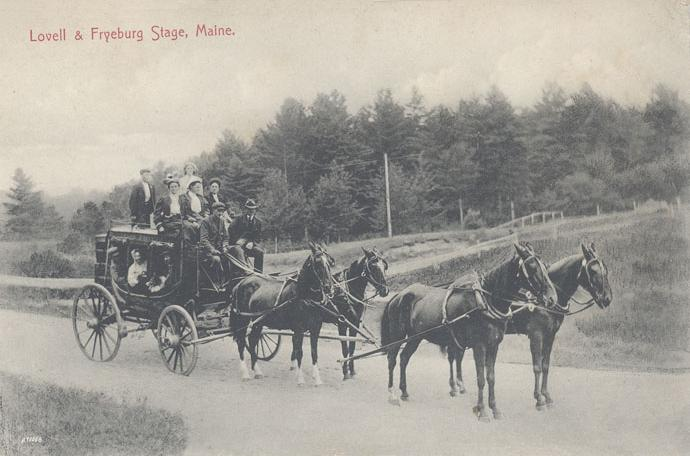

### تعداد عام 2010
بلغ عدد سكان فرايبورغ 3,449 نسمة بحسب تعداد عام 2010، وبلغ عدد الأسر 1,368 أسرة وعدد العائلات 920 عائلة مقيمة في البلدة. في حين سجلت الكثافة السكانية 59.1 نسمة لكل ميل مربع (22.8/كم2). وبلغ عدد الوحدات السكنية 1,844 وحدة بمتوسط كثافة قدره 31.6 لكل ميل مربع (12.2/كم2).
وتوزع التركيب العرقي للبلدة بنسبة 94.4% من البيض و 0.2% من الأمريكيين الأصليين و 2.9% من الأمريكيين ذوي الأصول الآسيوية و 0.6% من الأمريكيين الأفارقة و 1.7% من عرقين مختلطين أو أكثر.
بلغ عدد الأسر 1,368 أسرة كانت نسبة 30.8% منها لديها أطفال تحت سن الثامنة عشر تعيش معهم، وبلغت نسبة الأزواج القاطنين مع بعضهم البعض 49.8% من أصل المجموع الكلي للأسر، ونسبة 12.6% من الأسر كان لديها معيلات من الإناث دون وجود شريك، بينما كانت نسبة 4.8% من الأسر لديها معيلون من الذكور دون وجود شريكة وكانت نسبة 32.7% من غير العائلات. تألفت نسبة 26.5% من أصل جميع الأسر من أفراد ونسبة 11.1% كانوا يعيش معهم شخص وحيد يبلغ من العمر 65 عاماً فما فوق. وبلغ متوسط حجم الأسرة المعيشية 2.86، أما متوسط حجم العائلات فبلغ 2.40.
بلغ العمر الوسطي للسكان 44 عاماً. وكانت نسبة 22.9% من القاطنين تحت سن الثامنة عشر، وكانت نسبة 8.3% بين الثامنة عشر والأربعة وعشرون عاماً، ونسبة 19.7% كانت واقعةً في الفئة العمرية ما بين الخامسة والعشرون حتى والأربعة وأربعون عاماً، ونسبة 33% كانت ما بين الخامسة والأربعون حتى الرابعة والستون، ونسبة 16.1% كانت ضمن فئة الخامسة والستون عاماً فما فوق. وتوزع التركيب الجنسي للسكان بنسبة 48.4% ذكور و51.6% إناث.